# 旅行者錦標賽
旅行者錦標賽（Travelers Championship）是美國高爾夫球PGA巡迴賽的一個賽事。旅行者錦標賽在康格涅狄克州舉行。2016賽季的旅行者錦標賽將改在8月分的第一個禮拜舉行。旅行者錦標賽開始於1952年。

## 外部連結
- 官方网站
- Coverage on the PGA Tour's official site （页面存档备份，存于）
- TPC River Highlands
- Greater Hartford Jaycees website （页面存档备份，存于）

41°37′55″N 72°38′20″W / 41.632°N 72.639°W